# Субагатай
Субагатай (Шубуудай) (*д/н — 1587) — 10-й очільник Дербен-Ойрата в 1577—1587 роках. В китайських джерелах відомий як Сібу Гутай.

## Життєпис
Походив з гілки Хубілаїдів династії Чингізидів. Син тушету-хана Абатая. З 1564 року брав участь у війнах проти ойратів. 1577 року після поразки останніх й повалення Хонгор-нойона підтиском батька ойрати обирають своїм очільником Субагатая. Втім влада переважно поширювалася на південних й східних ойратів. Невдовзі визнав зверхність великого кагана Тумен-Ясаґту-хана.
Зберігаючи мир з сусідами повсякчас вимушений був придушувати повстання та боротися з західними ойратами. 1586 року хоушти відкрито виступили проти Субагатя, який зрештою 1587 року зазнав поразки й загинув.